# Normalità (chimica)
In chimica, la normalità (oggi abolita nel SI e dalla IUPAC e poco utilizzata nei laboratori) è una delle misure della concentrazione del soluto in una soluzione e più precisamente indica il numero di equivalenti di un soluto disciolti in un litro di soluzione. Si calcola con la formula:
{\displaystyle c_{N}={\frac {n_{eq}}{V}}}
dove neq è il numero di equivalenti e V è il volume.
Il numero di equivalenti corrisponde a massa della sostanza in grammi / massa equivalente.
La massa equivalente corrisponde alla massa molecolare / valenza operativa.
La valenza operativa (VO) varia a seconda del soluto in questione:
- per gli acidi: VO = numero di ioni H+ rilasciati
- per gli ossidi:  VO = indice·valenza dell’ossigeno diviso indice dell’elemento x cambiato di segno
- per i sali:  VO = numero di cariche (+) o (-)
- per gli idrossidi:  VO = numero di ioni OH- rilasciati
- per le reazioni redox: VO = numero di elettroni scambiati nella semireazione.

È molto utile esprimere le concentrazioni di soluto in termini di normalità quando si vuole sfruttare la legge dell'equivalenza chimica:
un numero eguale di equivalenti di reagenti reagisce per dare un egual numero di equivalenti di prodotti (notare che invece i rapporti in termini molari spesso non sono 1:1). Nelle titolazioni si usa applicare, relativamente ai reagenti, la relazione cN1V1 = cN2V2.
Oggigiorno l'uso della normalità, come unità di concentrazione, tende ad essere abbandonato. Sopravvive nell'ambito delle titolazioni redox, dove risulta di comoda applicazione pratica.

## Relazione tra normalità e molarità
Qualora si conosca la molarità di una soluzione, per calcolare la normalità si può applicare la seguente formula:
{\displaystyle c_{N}(eq/dm^{3})=M\cdot VO}
Qualora si conosca invece la normalità e si voglia ricavare la concentrazione di quantità di sostanza, si applica la stessa formula, risolvendola con la cM incognita:
{\displaystyle c_{M}(mol/dm^{3})={\frac {N}{VO}}}